# Ngomabrücke
Die Ngomabrücke (englisch Ngoma Bridge) bildet bei Ngoma einen Grenzübergang zwischen Namibia und Botswana. Sie verbindet die namibische Nationalstraße B8 mit der A33 Botswanas.
Sie quert den Chobe, der bei Niedrigwasser als kleines Rinnsal dicht am rechten, östlichen Ufer verläuft. Die Grenze liegt dementsprechend in seinem Verlauf dicht am Ufer und verläuft in der Mitte der Brücke. Der Fluss, der an dieser Stelle etwa 800 m breit ist, sieht zu dieser Zeit wie ein weites Grasland aus. Bei Hochwasser ist das Flussbett vollständig überschwemmt. Deshalb schließt sich an die Brücke auf ihrer namibischen Seite ein Damm quer über das flache Überschwemmungsgebiet an, der etwa in der Hälfte durch eine weitere Brücke unterbrochen wird.
Die 68 m lange Brücke hat vier Öffnungen, die jeweils mit einer niedrigen stählernen Fachwerkkonstruktion überquert werden.
Die gegenwärtige Brücke und die anschließende Straße wurde im Auftrag der Regierung Namibias mit Mitteln der KfW in den 2000er Jahren errichtet.

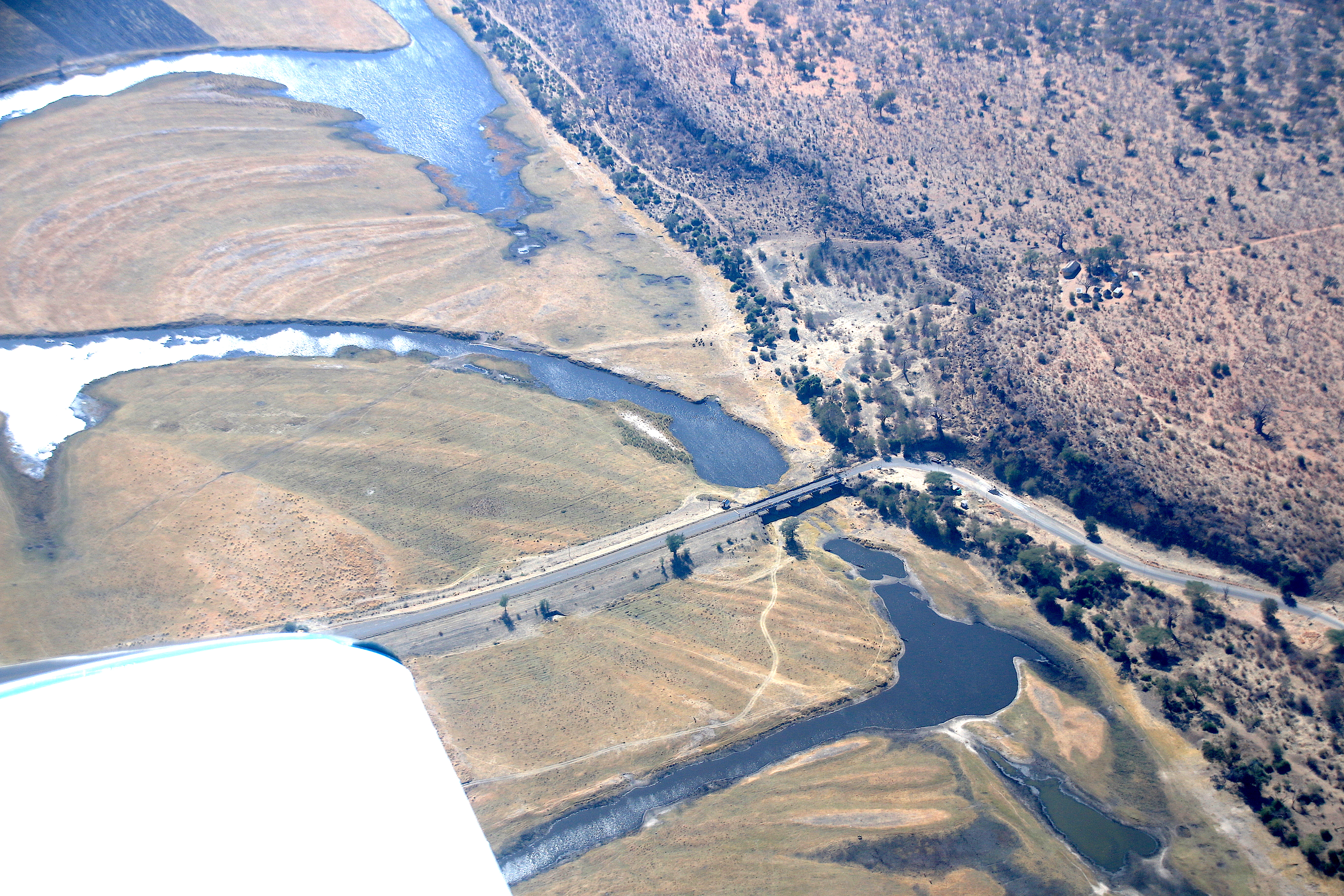
Ngoma-Brücke und Chobe-Fluss (2019)